# Brent Cross (metrostation)
Station Brent Cross is een station van de metro van Londen aan de Northern Line dat is geopend in 1923.

## Geschiedenis
Na de opening van station Golders Green kwamen plannen op tafel om de lijn verder naar het noorden door te trekken om ook, in het toen nog landelijke gebied in Middlesex, tussen Golders Green en Edgware nieuwe woonwijken te combineren met metrostations. Het station op de plaats waar de lijn de rivier de Brent zou kruisen verscheen als Woodstock in de plannen. De bouw van de lijn en daarmee ook het station werd echter uitgesteld in verband met het uitbreken van de Eerste Wereldoorlog. In 1922 begon de verlenging van de Hampstead & Highgate Line alsnog en op 19 november 1923 werd het station geopend onder de naam Brent. In verband met geplande sneldiensten werd een eilandperron gebouwd met aan weerszijden twee sporen. De buitenste sporen zouden dan gebruikt worden door de sneldiensten die hier de stopdiensten, die langs het perron zouden wachten, moesten inhalen. Deze sporen zijn in de jaren dertig van de twintigste verwijderd, maar de bruggen over Highfield Avenue en het talud hebben nog steeds hun oorspronkelijke breedte. Bij de bruggen over de Brent en Woodville Road was van meet af aan sprake van dubbelspoor. In 1976 werd ongeveer 600 meter ten westen van het station winkelcentrum Brent Cross geopend waarop de naam van het station werd gewijzigd.

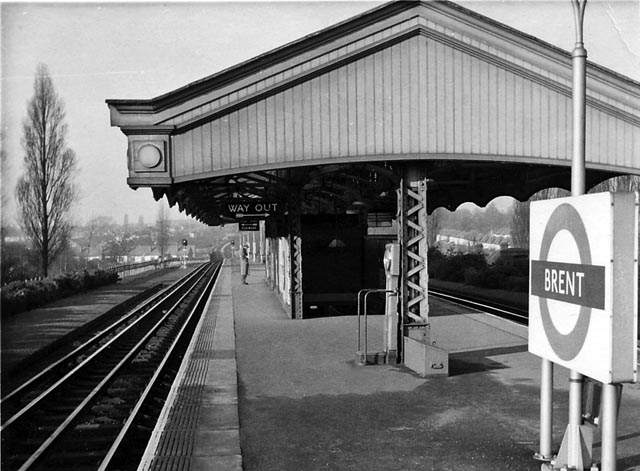
Het perron gezien naar het noorden in 1961 met duidelijk zichtbaar de ruimte voor de inhaalsporen.
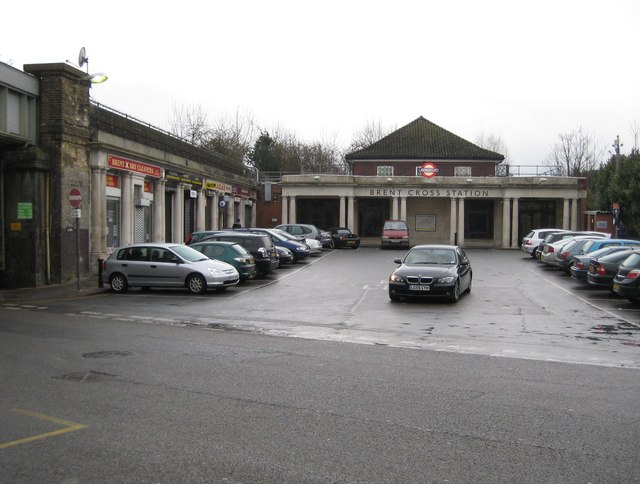
Het stationsplein.
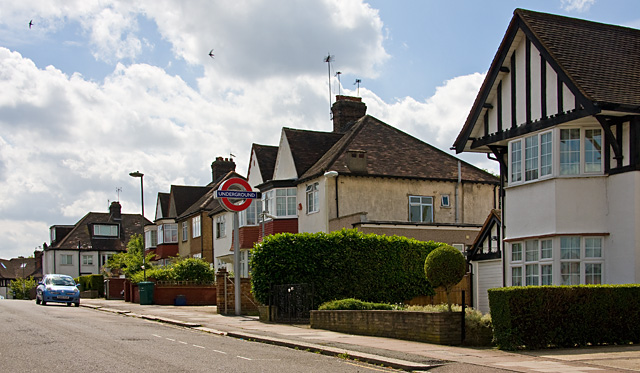
Heathfield Gardens

## Ligging en inrichting
Het station is ontworpen door architect Stanley Heaps die kwam met een vierkant stationsgebouw aan de noordoostkant van het spoor. De hoofdingang ligt aan het stationsplein langs de Highfield Avenue, de achteringang is bereikbaar vanaf Heathfield Gardens. Langs de metrozijde van het plein ligt een winkelgalerij in dezelfde stijl als het station.
Het gebied rondom het metrostation Brent Cross en het nabijgelegen station Cricklewood wordt in de toekomstvisie London Plan uit 2004/2015 aangemerkt als een van de 38 opportunity areas in Groot-Londen. Verwacht wordt dat Brent Cross in de komende decennia zal uitgroeien van het huidige major centre naar de categorie metropolitan centre in 2039.
Begin 2008 stelde de London Group of the Campaign for Better Transport voor om een zijtak van de North and West London Light Railway, een voorgestelde sneltram, te bouwen tussen het winkelcentrum en het metrostation. In maart 2008 werd een wijziging van het bestemmingsplan aangevraagd voor het gebied rond het station om de busdiensten te verbeteren. De voorgestelde eindlus voor bussen zou de sloop van enkele woningen bij het station betekenen. Op 20 juli 2011 werd het station op de monumentenlijst geplaatst.

## Fotoarchief
- A History of London Tube Maps – De naam Woodstock op een plankaart uit 1914
- London Transport Museum Photographic Archive
  - De bouwplaats in 1922
  - Het perron tijdens de opening op 19 november 1923
  - De stationshal in 1923